# الکساندر آتاناکوویچ
الکساندر آتاناکوویچ (انگلیسی: Aleksandar Atanacković؛ ۲۹ آوریل ۱۹۲۰ – ۱۲ مارس ۲۰۰۵) بازیکن فوتبال اهل یوگسلاوی بود.
از باشگاه‌هایی که در آن بازی کرده‌است می‌توان به باشگاه فوتبال پارتیزان اشاره کرد.
وی همچنین در تیم ملی فوتبال یوگسلاوی بازی کرده‌است.
وی در مسابقات بین‌المللی در مجموع برندهٔ ۱ مدال نقره شده‌است.